# RM (Rapper)
Kim Nam-joon (Hangul 김남준; * 12. September 1994 in Ilsan, Südkorea), seit November 2017 bekannt als RM (früher Rap Monster), ist ein südkoreanischer Rapper, Songwriter und Musikproduzent. Der Korea Music Copyright Association zufolge wirkte RM bei mehr als 200 Liedern mit. Er ist der Leader der südkoreanischen Boygroup BTS, die 2010 vom BigHit Entertainment gegründet wurde und 2013 debütierte. 2015 brachte er sein erstes Solo–Mixtape RM heraus. Im Dezember 2018 folgte sein zweites Mixtape mono., welches die höchste Chartplatzierung eines koreanischen Solo-Künstlers auf den Billboard 200 erreichte, als es auf Platz 26 debütierte. Neben seiner Muttersprache Koreanisch spricht er fließend Englisch und Japanisch.

## Biografie

### Kindheit
RM wurde am 12. September 1994 in Dongjak-gu, Südkorea geboren und hat eine jüngere Schwester. Als er 4 Jahre alt war, zog seine Familie mit ihm nach Ilsan-gu. Vor seinem Debüt mit BTS war er als Underground-Rapper mit dem Künstlernamen Runch Randa bekannt. Er brachte einige Tracks heraus und arbeitete einmal mit dem Underground-Rapper Zico zusammen.
Als Kind lernte RM größtenteils Englisch, indem er die amerikanische Kultserie „Friends“ mit seiner Mutter schaute. Während seiner Schulzeit schrieb er aktiv Gedichte und erhielt oft Auszeichnungen für seine Poesie. Er veröffentlichte seine Werke ungefähr ein Jahr lang auf einer Online-Poesie-Website, wo er mäßige Aufmerksamkeit erhielt. Dadurch wurde RM an einer literarischen Karriere interessiert, entschied sich jedoch dagegen. Im Alter von 11 Jahren interessierte sich RM für Hip-Hop-Musik, nachdem er Epik High's „Fly“ in der fünften Klasse gehört hatte. Er stellte fest, dass das Lied ihm Trost spendete, und beschloss aus diesem Grund, sich weiter mit dem Genre zu befassen. Nachdem einer seiner Lehrer ihn mit dem amerikanischen Rapper Eminem bekannt gemacht hatte, fing RM an, sich zunehmend für Lyrik zu interessieren, druckte Texte, die er für „cool“ hielt, und teilte sie mit seinen Freunden. RM wechselte dann zum Schreiben von Songtexten und erklärte, dass seine Gedichte zu Songtexten wurden, wenn sie mit Musik kombiniert wurden.

### Frühe Jugend
Im Jahr 2007, in seinem ersten Jahr an der Sekundarschule (7. Klasse) begann RM in lokalen Amateur-Hip-Hop-Kreisen zu rappen und schuf seine erste selbst komponierte Aufnahme zum ersten Mal mit dem Programm Adobe Audition (damals Cool Edit genannt). Er nahm später an seinem ersten Konzert im Jahr 2008 teil. RM wurde schließlich unter dem Spitznamen „Runch Randa“ aktiver in der koreanischen Underground-Hip-Hop-Szene und veröffentlichte eine Reihe von Tracks und Kollaborationen mit anderen Underground-Rapper wie Zico.
In der Schule erreichte RM bei den landesweiten Universitätsaufnahmeprüfungen (CSATs) für Sprache, Mathematik, Fremdsprache und Sozialkunde die besten 1 % des Landes und hat einen IQ von 148. RMs Eltern waren aufgrund seiner akademischen Leistungen stark gegen sein Interesse an einer musikalischen Karriere, und zunächst beschloss RM, die Musik beiseite zu legen, um sich auf seine Schulkarriere zu konzentrieren. Um seine Mutter davon zu überzeugen, dass er Rapper werden darf, fragte er sie, ob „sie einen Sohn haben möchte, der Rapper auf dem ersten Platz oder einen Schüler auf dem 5.000sten Platz ist“.
Momentan ist er auf der Global Cyber University immatrikuliert.

## Werdegang

### 2013-heute: Debüt mit BTS
Im 2009 bewarb sich RM bei Big Deal Records und erreichte zusammen mit Samuel Seo die zweite Runde. Nach der Show tauschte Rapper Sleepy Kontaktinformationen mit RM aus und erwähnte den jungen Rapper später gegenüber dem Big-Hit-Entertainment-Produzenten Pdogg. Im Jahr 2010 kontaktierte Sleepy RM und ermutigte ihn, vor dem Big Hit-CEO Bang Si-hyuk aufzutreten. RM schloss kurz darauf einen Vertrag mit dem Plattenlabel ab. Die Begegnung mit RM veranlasste Bang und Pdogg, die Produktion einer Hip-Hop-Gruppe aufzunehmen, die schließlich zur Kpop Gruppe BTS wurde.
Im selben Jahr wurde RM im Alter von 16 Jahren offiziell als erstes Mitglied von BTS bei BigHit Entertainment unter Vertrag genommen. RM trainierte drei Jahre lang mit seinen Bandkollegen Min Yoon-gi und Jung Ho-seok, die später als Suga bzw. J-Hope bekannt wurden. Er arbeitete auch als Songwriter für die Girlgroup Glam und half bei der Erstellung ihrer Debütsingle „Party (XXO)“, die explizit eine Pro-LGBTQ Message enthält und von Billboard als „einer der fortschrittlichsten Songs einer K-Pop-Girl-Gruppe im letzten Jahrzehnt“ gelobt wurde.
Am 13. Juni 2013 hatte RM als Leader der Band BTS sein Debüt bei M! Countdown von Mnet mit dem Track „No More Dream“ von ihrem Debüt-Single Album „2 Cool 4 Skool“. Seitdem produzierte er diverse (siehe Songwriting und Produktion) für die Alben von BTS.
Im Oktober 2018 verlieh der südkoreanische Präsident Moon Jae-in RM und den restlichen Mitgliedern eine Medaille für ihren außergewöhnlichen Beitrag zur koreanischen Kultur und deren Weiterverbreitung. BTS sind die jüngsten und ersten Idols, die diese Medaille bei den Kulturpreisen erhielten.
Im Juni 2019 wurde RM mit den restlichen Mitgliedern von BTS zum Mitglied der Recording Academy ernannt. Die Mitgliedschaft ermöglicht ihm unter anderem, bei der Wahl der Grammy-Gewinner abzustimmen.

### Solokarriere
RM arbeitete mit vielen koreanischen und amerikanischen Künstlern zusammen. Am 4. März 2015 brachte RM zusammen mit Warren G eine Single mit dem Namen P.D.D (Please Don’t Die) heraus.
Am 31. Dezember 2014 trat BTS auf MBC Gayo Daejejeon mit dem Lied Spaz von Krizz Kaliko. Später produzierten RM und Krizz Kaliko zusammen den Song Rush, der am 20. März zusammen mit RM's Solo-Mixtape RM auf dem Soundcloud-Account von BTS veröffentlicht wurde.
Für den Song Bucku Bucku (부끄부끄) arbeitete er mit EE, Dino J und der Hip-Hop-Gruppe MFBTY zusammen. Dementsprechend war RM in dem Musikvideo zu sehen und hatte auch einen Cameo-Auftritt in MFBTYs Musikvideo zu Bang Diggy Bang Bang (방뛰기방방). Auf der 4things Show stellte Tiger JK von MFBTY fest, dass RM „der Industriejugendliche ist, der seine vorgefassten Meinungen über Idols geändert hat“.
Am 10. März 2015 hat RM ein Bild von sich auf seinem Blog veröffentlicht, um bekannt zugeben, dass er am 20. März sein erstes Solo-Mixtape RM veröffentlichen würde. Am 12. März wurden die Tracks Awakening (각성), Do You und Joke (농담) mit Musikvideos auf Youtube veröffentlicht. RM erreichte in einem Ranking von Spin „50 Best Hip Hop Albums of 2015“ den Platz 48.
Am 9. April 2015 veröffentlichte Primary sein Mini-Album 2–1, auf dem RM zusammen mit Kwon Jin Ah in dem Song U zu hören war. Am 5. Juni veröffentlichte Yankie für den Track ProMeTheUs von seinem neuen Album Andre ein animiertes Musikvideo, in dem RM, Dok2, Juvie Train, Double K, Topbob und Don Mills zu sehen waren. RM arbeitete mit Marvel für den Soundtrack des Films Fantastic Four zusammen. Die Single Fantastic feat. Mandy Ventrice wurde am 4. August von Melon, Genie, Naver Music und anderen Musikseiten veröffentlicht. Ende September 2015 nahm RM am All Fore One (A.F.O) Hot & Cool Concert im AX-Korea teil.
2016 produzierte er für die Band Homme den Song Dilemma.
Am 19. März 2017 wurde seine Collaboration „Change“ mit dem Rapper Wale veröffentlicht. Im November 2017 gab RM bekannt, dass er seinen Künstlernamen zu RM verändert habe, weil ihm Rap Monster zu lang vorkam.
2018 veröffentlichte RM sein zweites Mixtape mono., welches er als Playlist bezeichnet. Das Mixtape debütierte auf Platz 26 der US Billboard 200 und erreichte #1 der iTunes-Album-Charts in 90 Ländern. Von Musikkritikern bekam mono. positives Feedback. Das Mixtape landete auf Platz 6 der The 20 Best K-Pop Albums of 2018 – eine von Kritikern erstellte Liste für Billboard.
November 2018 veröffentlichte Drunken Tiger sein letztes Album Drunken Tiger X: Rebirth of Tiger JK, auf dem RM in dem Song Timeless zu hören ist. Honne brachten im März 2019 dann einen Remix von Crying Over You mit RM und BEKA als Featuring Artists heraus. Im Juli 2019 veröffentlichte Lil Nas X einen Remix seines Hits Old Town Road mit RM unter dem Titel Seoul Town Road, den sie gemeinsam mit BTS, Billy Ray Cyrus, Mason Ramsey and Diplo an den Grammy Awards 2020 aufführten. Im Januar 2020 erschien Younhas Track Winter Flower mit RM als Featuring Artist. 2021 arbeitete RM mit eAeon für dessen Song Don't, der im April veröffentlicht wurde.
Im September 2022 veröffentlichten Balming Tiger den Track Sexy Nukim mit RM als Featuring Artist.

### Sonstige Arbeit
Am 23. März hat TvN eine Preview für eine kommende Talkshow „Hot Brain: Problematic Men“ veröffentlicht. Während der Show reden RM und fünf andere männliche Berühmtheiten über soziale Themen mit Gästen.
Im Rahmen des BTS-FESTA 2017, wurde der Track „4 O’Clock“, welcher eine Zusammenarbeit zwischen RM und V ist, veröffentlicht.
Für das BTS-FESTA 2018 erschien der Song „DDAENG“ mit Bandkollegen SUGA und J-Hope.

## Diskografie

### Als Solokünstler

#### Studioalben
| Jahr | Titel Musiklabel                              | Höchstplatzierung, Gesamtwochen, AuszeichnungChartplatzierungen (Jahr, Titel, Musiklabel, Platzierungen, Wochen, Auszeichnungen, Anmerkungen) | Höchstplatzierung, Gesamtwochen, AuszeichnungChartplatzierungen (Jahr, Titel, Musiklabel, Platzierungen, Wochen, Auszeichnungen, Anmerkungen) | Höchstplatzierung, Gesamtwochen, AuszeichnungChartplatzierungen (Jahr, Titel, Musiklabel, Platzierungen, Wochen, Auszeichnungen, Anmerkungen) | Höchstplatzierung, Gesamtwochen, AuszeichnungChartplatzierungen (Jahr, Titel, Musiklabel, Platzierungen, Wochen, Auszeichnungen, Anmerkungen) | Höchstplatzierung, Gesamtwochen, AuszeichnungChartplatzierungen (Jahr, Titel, Musiklabel, Platzierungen, Wochen, Auszeichnungen, Anmerkungen) | Höchstplatzierung, Gesamtwochen, AuszeichnungChartplatzierungen (Jahr, Titel, Musiklabel, Platzierungen, Wochen, Auszeichnungen, Anmerkungen) | Anmerkungen                                                |
| Jahr | Titel Musiklabel                              | DE | AT | CH | UK | US | KR | Anmerkungen                                                |
| ---- | --------------------------------------------- | --- | --- | --- | --- | --- | --- | ---------------------------------------------------------- |
| 2022 | Indigo Big Hit Music (BHM)                    | DE18 (7 Wo.)DE | AT29 (3 Wo.)AT | CH6 (8 Wo.)CH | UK45 (1 Wo.)UK | US3 (7 Wo.)US | KR2 ×2Doppelplatin · (22 Wo.)KR | Erstveröffentlichung: 2. Dezember 2022 Verkäufe: + 500.000 |
| 2024 | Right Place, Wrong Person Big Hit Music (BHM) | DE9 (2 Wo.)DE | AT7 (2 Wo.)AT | CH7 (2 Wo.)CH | UK37 (1 Wo.)UK | US5 (2 Wo.)US | KR2 ×2Doppelplatin · (4 Wo.)KR | Erstveröffentlichung: 24. Mai 2024 Verkäufe: + 500.000     |

#### Autorenbeteiligungen und Produktion
Alle Angaben nach der Korea Music Copyright Association, falls nicht anders belegt.
| Jahr | Künstler          | Titel                                            | Album                                                  | Rolle                 |
| ---- | ----------------- | ------------------------------------------------ | ------------------------------------------------------ | --------------------- |
| 2012 | GLAM              | Party (XXO)                                      | Girl Be Ambitious                                      | Co-Texter & Komponist |
| 2013 | GLAM              | I Like That                                      | Single                                                 | Co-Texter & Komponist |
| 2013 | BTS               | No More Dream                                    | 2 Cool 4 Skool                                         | Co-Texter & Komponist |
| 2013 | BTS               | We Are Bulletproof Pt.2                          | 2 Cool 4 Skool                                         | Co-Texter & Komponist |
| 2013 | BTS               | Path                                             | 2 Cool 4 Skool                                         | Co-Texter & Komponist |
| 2013 | BTS               | I Like It                                        | 2 Cool 4 Skool                                         | Co-Texter & Komponist |
| 2013 | BTS               | Outro: Circle Room Cypher                        | 2 Cool 4 Skool                                         | Co-Texter             |
| 2013 | BTS               | Skit: On The Start Line                          | 2 Cool 4 Skool                                         | Co-Texter             |
| 2013 | BTS               | Intro: O!RUL8,2?                                 | O!RUL8,2?                                              | Co-Texter & Komponist |
| 2013 | BTS               | N.O                                              | O!RUL8,2?                                              | Co-Texter & Komponist |
| 2013 | BTS               | We On                                            | O!RUL8,2?                                              | Co-Texter & Komponist |
| 2013 | BTS               | If I Ruled The World                             | O!RUL8,2?                                              | Co-Texter & Komponist |
| 2013 | BTS               | Coffee                                           | O!RUL8,2?                                              | Co-Texter & Komponist |
| 2013 | BTS               | BTS Cypher Pt.1                                  | O!RUL8,2?                                              | Co-Texter & Komponist |
| 2013 | BTS               | Attack On Bangtan                                | O!RUL8,2?                                              | Co-Texter & Komponist |
| 2013 | BTS               | Satoori Rap                                      | O!RUL8,2?                                              | Co-Texter & Komponist |
| 2013 | RM                | Perfect Christmas                                | Single                                                 | Co-Texter             |
| 2014 | BTS               | Intro: Skool Luv Affair                          | Skool Luv Affair                                       | Co-Texter & Komponist |
| 2014 | BTS               | Just One Day                                     | Skool Luv Affair                                       | Co-Texter & Komponist |
| 2014 | BTS               | Jump                                             | Skool Luv Affair                                       | Co-Texter & Komponist |
| 2014 | BTS               | Tomorrow                                         | Skool Luv Affair                                       | Co-Texter & Komponist |
| 2014 | BTS               | Boy In Luv                                       | Skool Luv Affair                                       | Co-Texter & Komponist |
| 2014 | BTS               | Where Did You Come From                          | Skool Luv Affair                                       | Co-Texter & Komponist |
| 2014 | BTS               | Miss Right                                       | Skool Luv Affair (Special Edition)                     | Co-Texter & Komponist |
| 2014 | BTS               | Spine Breaker                                    | Skool Luv Affair (Special Edition)                     | Co-Texter & Komponist |
| 2014 | BTS               | I Like It (Slow Jam Remix)                       | Skool Luv Affair (Special Edition)                     | Co-Texter & Komponist |
| 2014 | BTS               | Intro: What am I to You                          | Dark & Wild                                            | Co-Texter & Komponist |
| 2014 | BTS               | Danger                                           | Dark & Wild                                            | Co-Texter & Komponist |
| 2014 | BTS               | War of Hormone                                   | Dark & Wild                                            | Co-Texter & Komponist |
| 2014 | BTS               | Hip Hop Lover                                    | Dark & Wild                                            | Co-Texter & Komponist |
| 2014 | BTS               | Let Me Know                                      | Dark & Wild                                            | Co-Texter & Komponist |
| 2014 | BTS               | Rain                                             | Dark & Wild                                            | Co-Texter & Komponist |
| 2014 | BTS               | BTS Cypher Pt. 3: Killer (featuring Supreme Boi) | Dark & Wild                                            | Co-Texter & Komponist |
| 2014 | BTS               | Would You Turn Off Your cellphone?               | Dark & Wild                                            | Co-Texter & Komponist |
| 2014 | BTS               | Blanket Kick                                     | Dark & Wild                                            | Co-Texter & Komponist |
| 2014 | BTS               | 24/7=Heaven                                      | Dark & Wild                                            | Co-Texter & Komponist |
| 2014 | BTS               | Look Here                                        | Dark & Wild                                            | Co-Texter & Komponist |
| 2014 | BTS               | 2nd Grade                                        | Dark & Wild                                            | Co-Texter & Komponist |
| 2015 | Primary           | U                                                | 2                                                      | Co-Texter             |
| 2015 | RM & Warren G     | P.D.D                                            | Single                                                 | Co-Texter & Komponist |
| 2015 | RM                | Fantastic feat. Mandy Ventrice                   | Fantastic Four OST                                     | Co-Texter & Komponist |
| 2015 | Yankie            | Prometheus                                       | Andre                                                  | Co-Texter             |
| 2015 | MFBTY             | BuckuBucku (feat. EE, RM & Dino-J)               | Wondaland                                              | Co-Texter             |
| 2015 | Rap Monster       | Voice                                            | RM                                                     | Co-Texter & Komponist |
| 2015 | Rap Monster       | Do You?                                          | RM                                                     | Co-Texter             |
| 2015 | Rap Monster       | Awakening                                        | RM                                                     | Co-Texter             |
| 2015 | Rap Monster       | Monster                                          | RM                                                     | Co-Texter             |
| 2015 | Rap Monster       | Throw Away                                       | RM                                                     | Co-Texter             |
| 2015 | Rap Monster       | Joke                                             | RM                                                     | Co-Texter             |
| 2015 | Rap Monster       | God Rap                                          | RM                                                     | Co-Texter             |
| 2015 | Rap Monster       | Rush feat. Krizz Kaliko                          | RM                                                     | Co-Texter & Komponist |
| 2015 | Rap Monster       | Life                                             | RM                                                     | Co-Texter             |
| 2015 | Rap Monster       | Drift                                            | RM                                                     | Co-Texter             |
| 2015 | Rap Monster       | I Believe                                        | RM                                                     | Co-Texter & Komponist |
| 2015 | BTS               | I Need U                                         | The Most Beautiful Moment in Life, Pt. 1               | Co-Texter & Komponist |
| 2015 | BTS               | Hold Me Tight                                    | The Most Beautiful Moment in Life, Pt. 1               | Co-Texter & Komponist |
| 2015 | BTS               | Dope                                             | The Most Beautiful Moment in Life, Pt. 1               | Co-Texter & Komponist |
| 2015 | BTS               | Boyz with Fun                                    | The Most Beautiful Moment in Life, Pt. 1               | Co-Texter             |
| 2015 | BTS               | Converse High                                    | The Most Beautiful Moment in Life, Pt. 1               | Co-Texter & Komponist |
| 2015 | BTS               | Moving On                                        | The Most Beautiful Moment in Life, Pt. 1               | Co-Texter & Komponist |
| 2015 | BTS               | Intro: Never Mind                                | The Most Beautiful Moment in Life, Pt. 2               | Co-Texter & Komponist |
| 2015 | BTS               | Run                                              | The Most Beautiful Moment in Life, Pt. 2               | Co-Texter & Komponist |
| 2015 | BTS               | Whalien 52                                       | The Most Beautiful Moment in Life, Pt. 2               | Co-Texter & Komponist |
| 2015 | BTS               | Ma City                                          | The Most Beautiful Moment in Life, Pt. 2               | Co-Texter & Komponist |
| 2015 | BTS               | Silver Spoon                                     | The Most Beautiful Moment in Life, Pt. 2               | Co-Texter & Komponist |
| 2015 | BTS               | Dead Leaves                                      | The Most Beautiful Moment in Life, Pt. 2               | Co-Texter & Komponist |
| 2016 | BTS               | Epilogue: Young Forever                          | The Most Beautiful Moment in Life: Young Forever       | Co-Texter & Komponist |
| 2016 | BTS               | SAVE ME                                          | The Most Beautiful Moment in Life: Young Forever       | Co-Texter & Komponist |
| 2016 | BTS               | Burning Up (FIRE)                                | The Most Beautiful Moment in Life: Young Forever       | Co-Texter & Komponist |
| 2016 | Homme             | Dilemma                                          | 딜레마                                                 | Co-Texter & Komponist |
| 2016 | BTS               | Intro: Boy Meets Evil                            | Wings                                                  | Co-Texter & Komponist |
| 2016 | BTS               | Blood Sweat & Tears                              | Wings                                                  | Co-Texter & Komponist |
| 2016 | BTS               | 21st Century Girls                               | Wings                                                  | Co-Texter & Komponist |
| 2016 | BTS               | Awake                                            | Wings                                                  | Co-Texter & Komponist |
| 2016 | BTS               | Begin                                            | Wings                                                  | Co-Texter & Komponist |
| 2016 | BTS               | Reflection                                       | Wings                                                  | Co-Texter & Komponist |
| 2016 | BTS               | Lost                                             | Wings                                                  | Co-Texter & Komponist |
| 2016 | BTS               | BTS Cypher Pt. 4                                 | Wings                                                  | Co-Texter & Komponist |
| 2016 | BTS               | 2! 3!                                            | Wings                                                  | Co-Texter & Komponist |
| 2016 | BTS               | Interlude: Wings                                 | Wings                                                  | Co-Texter & Komponist |
| 2016 | BTS               | Outro: Wings                                     | Wings                                                  | Co-Texter & Komponist |
| 2017 | Gaeko             | Gajah (feat RM)                                  | Single                                                 | Co-Texter             |
| 2017 | BTS               | A Supplementary Story: You Never Walk Alone      | You Never Walk Alone                                   | Co-Texter & Komponist |
| 2017 | BTS               | Spring Day                                       | You Never Walk Alone                                   | Co-Texter & Komponist |
| 2017 | BTS               | Not Today                                        | You Never Walk Alone                                   | Co-Texter & Komponist |
| 2017 | BTS               | Come Back Home                                   | Come Back Home                                         | Co-Texter             |
| 2017 | RM & V            | 4 O’Clock                                        | Festa 2017                                             | Co-Texter & Komponist |
| 2017 | BTS               | Intro: Serendipity                               | Love Yourself: Her                                     | Co-Texter & Komponist |
| 2017 | BTS               | Best Of Me                                       | Love Yourself: Her                                     | Co-Texter & Komponist |
| 2017 | BTS               | DNA                                              | Love Yourself: Her                                     | Co-Texter & Komponist |
| 2017 | BTS               | Pied Piper                                       | Love Yourself: Her                                     | Co-Texter & Komponist |
| 2017 | BTS               | Dimple                                           | Love Yourself: Her                                     | Co-Texter & Komponist |
| 2017 | BTS               | MIC Drop                                         | Love Yourself: Her                                     | Co-Texter & Komponist |
| 2017 | BTS               | Outro: Her                                       | Love Yourself: Her                                     | Co-Texter & Komponist |
| 2017 | BTS               | Sea                                              | Love Yourself: Her                                     | Co-Texter & Komponist |
| 2017 | BTS & Steve Aoki  | MIC Drop (feat. Desiigner) [Steve Aoki Remix]    | MIC Drop (feat. Desiigner) [Steve Aoki Remix] – Single | Co-Texter & Komponist |
| 2018 | RM, SUGA & J-Hope | 땡(DDAENG)                                       | Festa 2018                                             | Co-Texter & Komponist |
| 2018 | BTS               | Intro: Ringwanderung                             | Face Yourself                                          | Co-Texter & Komponist |
| 2018 | BTS               | Crystal Snow                                     | Face Yourself                                          | Co-Texter             |
| 2018 | BTS               | Intro: Singularity                               | Love Yourself: Tear                                    | Co-Texter & Komponist |
| 2018 | BTS               | Fake Love                                        | Love Yourself: Tear                                    | Co-Texter & Komponist |
| 2018 | BTS               | 134340                                           | Love Yourself: Tear                                    | Co-Texter & Komponist |
| 2018 | BTS               | Airplane Pt. 2                                   | Love Yourself: Tear                                    | Co-Texter & Komponist |
| 2018 | BTS               | Anpanman                                         | Love Yourself: Tear                                    | Co-Texter & Komponist |
| 2018 | BTS               | So What                                          | Love Yourself: Tear                                    | Co-Texter & Komponist |
| 2018 | BTS               | Love Maze                                        | Love Yourself: Tear                                    | Co-Texter & Komponist |
| 2018 | BTS               | Magic Shop                                       | Love Yourself: Tear                                    | Co-Texter & Komponist |
| 2018 | BTS               | The Truth Untold                                 | Love Yourself: Tear                                    | Co-Texter & Komponist |
| 2018 | BTS               | Paradise                                         | Love Yourself: Tear                                    | Co-Texter & Komponist |
| 2018 | BTS               | Outro: Tear                                      | Love Yourself: Tear                                    | Co-Texter & Komponist |
| 2018 | BTS               | IDOL                                             | Love Yourself: Answer                                  | Co-Texter & Komponist |
| 2018 | BTS               | Euphoria                                         | Love Yourself: Answer                                  | Co-Texter & Komponist |
| 2018 | BTS               | Trivia 承: Love                                  | Love Yourself: Answer                                  | Co-Texter & Komponist |
| 2018 | BTS               | I'm Fine                                         | Love Yourself: Answer                                  | Co-Texter & Komponist |
| 2018 | BTS               | Answer: Love Myself                              | Love Yourself: Answer                                  | Co-Texter & Komponist |
| 2018 | BTS               | Fake Love (rocking vibe mix)                     | Love Yourself: Answer                                  | Co-Texter & Komponist |
| 2018 | BTS               | DNA (pedal 2 la mix)                             | Love Yourself: Answer                                  | Co-Texter             |
| 2018 | BTS               | Serendipity (Full Length Edition)                | Love Yourself: Answer                                  | Co-Texter & Komponist |
| 2018 | BTS               | IDOL (featuring Nicki Minaj)                     | Love Yourself: Answer                                  | Co-Texter & Komponist |
| 2018 | RM                | Badbye                                           | mono.                                                  | Co-Texter & Komponist |
| 2018 | RM                | Forever Rain                                     | mono.                                                  | Co-Texter & Komponist |
| 2018 | RM                | Moonchild                                        | mono.                                                  | Co-Texter & Komponist |
| 2018 | RM                | Seoul                                            | mono.                                                  | Co-Texter & Komponist |
| 2018 | RM                | Tokyo                                            | mono.                                                  | Co-Texter & Komponist |
| 2018 | RM                | Uhgood                                           | mono.                                                  | Co-Texter & Komponist |
| 2018 | RM                | Everythingoes                                    | mono.                                                  | Co-Texter & Komponist |
| 2018 | Steve Aoki        | Waste It on Me (feat. BTS)                       | Neon Future III                                        | Co-Texter & Komponist |
| 2018 | Drunken Tiger     | Timeless                                         | Drunken Tiger X : Rebirth of Tiger JK                  | Co-Texter             |
| 2019 | JIMIN             | Promise                                          |                                                        | Co-Texter & Komponist |
| 2019 | BTS               | Dionysus                                         | Map of the Soul: Persona                               | Co-Texter & Komponist |
| 2019 | BTS               | HOME                                             | Map of the Soul: Persona                               | Co-Texter & Komponist |
| 2019 | BTS               | Intro: Persona                                   | Map of the Soul: Persona                               | Co-Texter & Komponist |
| 2019 | BTS               | Jamais Vu                                        | Map of the Soul: Persona                               | Co-Texter & Komponist |
| 2019 | BTS               | Make It Right                                    | Map of the Soul: Persona                               | Co-Texter & Komponist |
| 2019 | BTS               | Mikrokosmos                                      | Map of the Soul: Persona                               | Co-Texter & Komponist |
| 2019 | BTS               | Boy With Luv                                     | Map of the Soul: Persona                               | Co-Texter & Komponist |
| 2020 | BTS               | Interlude: Shadow                                | Map of the Soul: 7                                     | Co-Texter & Komponist |
| 2020 | BTS               | Black Swan                                       | Map of the Soul: 7                                     | Co-Texter & Komponist |
| 2020 | BTS               | My Time                                          | Map of the Soul: 7                                     | Co-Texter & Komponist |
| 2020 | BTS               | Louder Than Bombs                                | Map of the Soul: 7                                     | Co-Texter & Komponist |
| 2020 | BTS               | ON                                               | Map of the Soul: 7                                     | Co-Texter & Komponist |
| 2020 | BTS               | UGH!                                             | Map of the Soul: 7                                     | Co-Texter & Komponist |
| 2020 | BTS               | 00:00 (Zero O’Clock)                             | Map of the Soul: 7                                     | Co-Texter & Komponist |
| 2020 | BTS               | Inner Child                                      | Map of the Soul: 7                                     | Co-Texter & Komponist |
| 2020 | BTS               | Moon                                             | Map of the Soul: 7                                     | Co-Texter & Komponist |
| 2020 | BTS               | Respect                                          | Map of the Soul: 7                                     | Co-Texter & Komponist |
| 2020 | BTS               | We Are Bulletproof: The Eternal                  | Map of the Soul: 7                                     | Co-Texter & Komponist |
| 2020 | BTS               | ON (featuring Sia)                               | Map of the Soul: 7                                     | Co-Texter & Komponist |

## Filmografie

### Shows
| Jahr | Show        | Titel                                       | Rolle                                | Episode | Details                                     |
| ---- | ----------- | ------------------------------------------- | ------------------------------------ | ------- | ------------------------------------------- |
| 2013 | SBS MTV     | Rookie King: Channel Bangtan                | Rap Monster                          | 1–8     | Reality Show über BTS                       |
| 2014 | Mnet        | 4things Show – Rap Monster                  | Rap Monster                          | 3       | Dokumentation über Rap Monster              |
| 2014 | Mnet        | American Hustle Life                        | Rap Monster                          | 1–8     | Reality Show über BTS                       |
| 2014 | Mnet        | BTS GO!                                     | Rap Monster                          |         | Reality Show über BTS                       |
| 2014 | MBC         | Weekly Idol                                 | Gast zusammen mit BTS                | 144     |                                             |
| 2014 | Arirang     | ASC After Show                              | Gast zusammen mit Jimin              | 56      |                                             |
| 2014 | Arirang     | ASC After Show                              | Gast zusammen mit Jimin und Jungkook | 68      |                                             |
| 2014 | Arirang     | ASC After Show                              | Gast zusammen mit Jimin und Jungkook | 70      |                                             |
| 2014 | Arirang     | After School Club                           | Gast                                 | 63      |                                             |
| 2014 | Arirang     | After School Club                           | Gast                                 | 64      |                                             |
| 2015 | TVN         | Hot Brain: Problematic Men                  | Cast Member                          | 1–22    |                                             |
| 2015 | Mnet        | 4 things Show – MFBTY                       | Gast                                 | 11 (2)  | Dokumentation über Tiger JK                 |
| 2015 | Mnet        | Yaman TV                                    | Gast zusammen mit BTS                | 24      |                                             |
| 2015 | KBS         | Hello Counselor                             | Gast zusammen mit V                  | 223     |                                             |
| 2015 | SBS         | Star King                                   | Gast zusammen mit V                  | 413     |                                             |
| 2015 | SBS         | Running Man                                 | Gast                                 | 265     |                                             |
| 2015 | SBS         | Same Bed, Different Dreams                  | Gast                                 | 32      |                                             |
| 2015 | MBC         | Quiz to Change the World                    | Gast                                 | 315     |                                             |
| 2015 | MBC Every 1 | Weekly Idol                                 | Gast zusammen mit BTS                | 203     |                                             |
| 2015 | MBC Every 1 | Weekly Idol                                 | Gast zusammen mit BTS                | 229     |                                             |
| 2015 | Arirang     | After School Club                           | Gast zusammen mit BTS                | 191     |                                             |
| 2016 | MBC         | Birth of a Rapstar                          | Gast                                 |         | Dokumentations Special                      |
| 2016 | SBS         | The Boss is Watching                        | Gast zusammen mit BTS                | 1       |                                             |
| 2016 | MBig TV     | Celebrity Bromance                          | Gast zusammen mit J-Hope             | 4       | Reality Show zusammen mit V und Kim Min-jae |
| 2016 | MBig TV     | Close-up Observation Diary on Idol: Find Me | Rap Monster                          | 2       | Reality-Show über sein tägliches Leben      |

### Andere Auftritte
| Jahr | Sender    | Titel                   | Rolle       | Anmerkungen                                       |
| ---- | --------- | ----------------------- | ----------- | ------------------------------------------------- |
| 2013 | SBS       | SBS                     | Performance | MFBTY mit Zico, Baro, Bang Yong-guk, Rap Monster  |
| 2014 | Arirang   | Simply K-Pop            | MC          |                                                   |
| 2014 | MBC Music | Show Champion           | Performance | mit Bang Yong-guk, Zelo, Suga, Jenissi, Kidoh     |
| 2014 | KBS       | Music Bank              | MC          | zusammen mit Jungkook                             |
| 2015 | Arirang   | Simply K-Pop            | MC          |                                                   |
| 2015 | SBS       | Inkigayo                | Special MC  |                                                   |
| 2015 | Letv      | Dream Concert           | Performance | MFBTY „Monster“ feat. LE, Baro, Suga, Rap Monster |
| 2016 | KBS       | 25th Seoul Music Awards | Performance | MFBTY „Bucku Bucku“                               |